# Neobythites marginatus
Neobythites marginatus är en fiskart som beskrevs av Goode och Bean, 1886. Neobythites marginatus ingår i släktet Neobythites och familjen Ophidiidae. Inga underarter finns listade i Catalogue of Life.